# هجليج موغامي
هجليج موغامي (الاسم العلمي:Balanites maughamii) هي نوع من النباتات يتبع جنس الهجليج من الفصيلة الرطريطية.